# Rose Macaulay
Dame Emilie Rose Macaulay (ur. 1 sierpnia 1881 w Rugby, zm. 30 października 1958 w Londynie) – brytyjska pisarka.

## Życiorys
Urodziła się 1 sierpnia 1881. Jej ojcem był George Campbell Macaulay, uczony zajmujący się literaturą klasyczną, a dziadkiem ze strony matki William Conybeare, duchowny i pisarz.
W dzieciństwie mieszkała z rodziną przez siedem lat w Varazze. Po powrocie do Anglii ukończyła szkołę średnią  w Oksfordzie, a następnie studiowała historię nowożytną w Somerville College w Oksfordzie w latach 1900–1903.
Jej pierwsza powieść Abbots Verney ukazała się w 1906. Od 1912 mieszkała w Londynie. Podczas I wojny światowej pracowała jako pielęgniarka, a od 1916 w War Office. W okresie międzywojennym, a także po II wojnie światowej  dużo publikowała, zarówno powieści i zbiory poezji, jak i literaturę faktu, m.in. biografię Johna Miltona (w 1934). Pisała powieści osadzone we współczesności, z wyjątkiem They Were Defeated, której akcja dzieje się w XVII wieku.
Jej powieść z 1956 The Towers of Trebizond, historia grupy anglokatolików przemierzających Turcję na wielbłądzie, uznawana jest za jej największe osiągnięcie. Uzyskała za nią James Tait Black Memorial Prize.
Nie założyła rodziny. Była długoletnią przyjaciółką Geralda O’Donovana, pisarza i byłego księdza, który został także jej kochankiem.
W 1958 została Damą Komandorem Orderu Imperium Brytyjskiego.

## Twórczość
Za źródłem:

### literatura piękna
- 1906: Abbots Verney
- 1907: The Furnace
- 1909: The Secret River
- 1911: The Valley Captives
- 1912: Views and Vagabonds
- 1913: The Lee Shore
- 1914: The Two Blind Countries (poezja)
- 1916: Non-Combatants and Others (zbiór opowiadań)
- 1918: What Not
- 1919: Three Days (poezja)
- 1920: Potterism
- 1921: Dangerous Ages
- 1922: Mystery At Geneva
- 1923: Told by an Idiot (wydanie polskie Życie jest powieścią idioty, PIW 1967)
- 1924: Orphan Island
- 1926: Crewe Train
- 1928: Keeping Up Appearances
- 1930: Staying with Relations
- 1930: Misfortunes (poezja)
- 1932: They Were Defeated
- 1937: I Would Be Private
- 1940: And No Man's Wit
- 1950: The World My Wilderness
- 1956: The Towers of Trebizond

### literatura faktu
- 1925: A Casual Commentary
- 1931: Some Religious Elements in English Literature
- 1934: Milton
- 1935: Personal Pleasures
- 1936: The Minor Pleasures of Life
- 1937: An Open Letter
- 1938: The Writings of E.M. Forster
- 1942: Life Among the English
- 1945: Southey in Portugal
- 1946: They Went to Portugal
- 1946: Evelyn Waugh
- 1949: Fabled Shore: From the Pyrenees to Portugal By Road
- 1953: Pleasure of Ruins
- 1957: Coming to London

### inne
- 1961: Letters to a Friend 1950–52
- 1962: Last Letters to a Friend 1952–1958
- 1964: Letters to a Sister